# جائزة فرنسا الكبرى للدراجات النارية

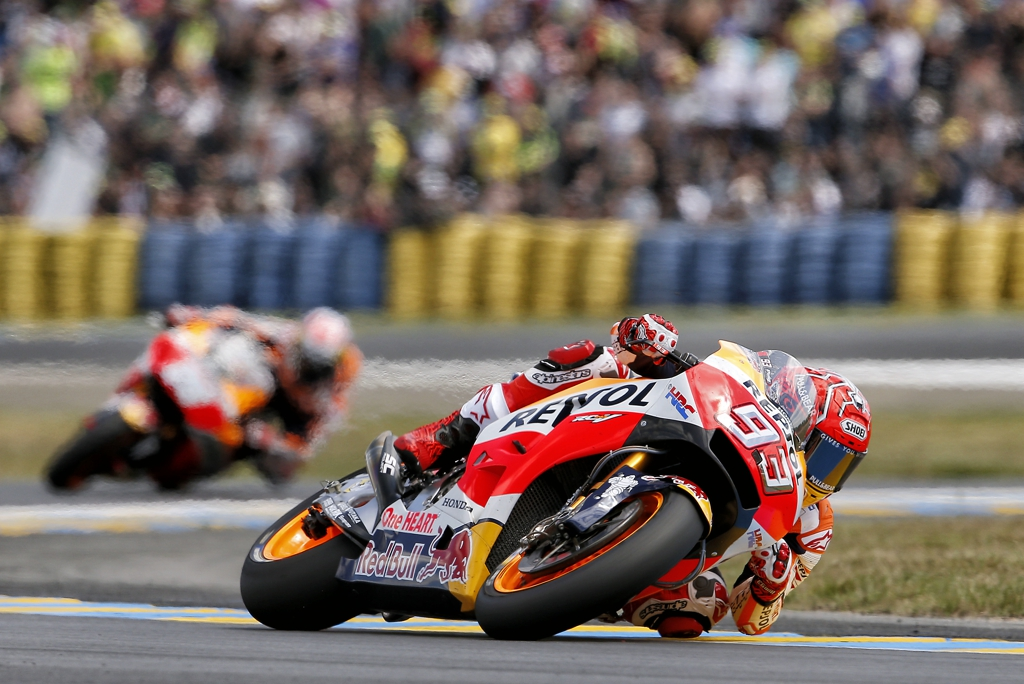

جائزة فرنسا الكبرى للدراجات النارية هي حدث سباق للدراجات النارية ضمن سباق الجائزة الكبرى للدراجات النارية. انطلقت الجائزة في سنة 1920 ووقتها فاز الفرنسي مارسيل مورير بفئة 250 سي سي وفاز البريطاني بارتليت بفئة 350 سي سي وفاز الفرنسي جورج جولي بفئة 500 سي سي.